# فولي (باركشير)
فولي (بالإنجليزية: Fawley, Berkshire)‏ هي قرية و أبرشية مدنية تقع في المملكة المتحدة في إنجلترا. يقدر عدد سكانها بـ 165 نسمة ومساحتها 8.78 كم2 .